# حكومة شفيق الوزان الثانية
الحكومة اللبنانية الخامسة والخمسون بعد الاستقلال، والأولى بعهد الرئيس أمين الجميل، وهي ثاني 
حكومة يترأسها شفيق الوزان. شكلت الحكومة بموجب المرسوم رقم 3 بتاريخ 7 تشرين الأول / أكتوبر 1982، ونالت الحكومة الثقة بموجب 85 صوتاً ضد صوت واحد، واستقالت الحكومة بتاريخ 30 نيسان / أبريل 1984.

## أعضاء الحكومة
- شفيق الوزان رئيساً لمجلس الوزراء ووزيراً للداخلية.
- إيلي سالم نائباً لرئيس مجلس الوزراء ووزيراً للخارجية والمغتربين.
- بهاء الدين البساط وزيراً للإسكان والتعاونيات ووزيراً للموارد المائية والكهربائية.
- بيار الخوري وزيراً للأشغال العامة والنقل ووزيراً للزراعة.
- روجيه شيخاني وزيراً للإعلام ووزيراً للعدل.
- إبراهيم حلاوة وزيراً للاقتصاد والتجارة ووزيراً للسياحة.
- جورج إفرام وزيراً للبريد والمواصلات السلكية واللاسلكية ووزيراً للصناعة والنفط.
- عصام خوري وزيراً للتربية الوطنية والفنون الجميلة ووزيراً للدفاع الوطني.
- عدنان مروة وزيراً للصحة العامة ووزيراً للعمل والشئون الاجتماعية.
- عادل حمية وزيراً للمالية.

## وصلات خارجية
- موقع رئاسة مجلس الوزراء الرسمي